# Микола Автухович
Микола Автухович (біл. Мікалай Аўтуховіч; нар. 7 січня 1963, Вовковиськ, Вовковиський район, Гродненська область, БРСР, СРСР) — ветеран афганської війни, білоруський бізнесмен та громадський активіст.

## Біографія
Микола Автухович народився 7 січня 1963 року в місті Вовковиськ Гродненської області. Після школи закінчив СПТВ-37 у Великій Берестовиці, працював механіком з ремонту автомобілів. З 1981 року служив в армії в Саратовській області Росії водієм ракетних військ стратегічного призначення. Згодом закінчив школу прапорщиків і служив в Афганістані. Нагороджений орденом Червоної Зірки, двома медалями — «За відвагу» та «За бойові заслуги» за охорону мосту біля Кандагару та участь в інших операціях. Звільнився з армії у 1991 році у Вовковиську старшим прапорщиком і почав займатися бізнесом. Мав в рідному Вовковиську декілька проєктів, серед яких «Таксі 22222».
У 2004 році Микола Автухович обирався кандидатом в депутати на парламентських виборах.

## Хронологія переслідування
Микола Автухович був ув’язнений 7 липня 2006 року на 3 роки 6 місяців з конфіскацією майна. Суд визнав його винним в ухиленні від сплати податків зі збитками до бюджету в особливо великих розмірах, а також — у здійсненні підприємницької діяльності без реєстрації та отримання ліцензії. Термін позбавлення волі розпочався 15 жовтня 2005 року, коли він був поміщений до слідчого ізолятора колонії N1 у Мінську.
Судовий процес з питань конфіскації майна відбувся наприкінці 2007 року. На інкасацію було встановлено суму понад 350 мільйонів рублів.
Микола Автухович був одним із шести політичних в'язнів, звільнених внаслідок санкцій США та ЄС, але 8 лютого 2009 року його знову затримали та у 2010 році засудили. Здоров'я Автуховича було серйозно підірвано тривалим голодуванням у знак протесту та відсутністю необхідної медичної допомоги.
Микола Автухович був засуджений до 5 років позбавлення волі за статтею 295, частина 3 — «Незаконні дії щодо вогнепальної зброї, боєприпасів та вибухових речовин». Окрім того, Автуховичу було призначено ще 2 місяці ув’язнення — вирок мотивований тим, що він вчинив новий злочин менш ніж за 2 місяці з попереднього вироку. Таким чином, Микола Автухович зараз засуджений до 5 років та 2 місяців позбавлення волі в умовах суворого режиму, без конфіскації майна.
Він відбував покарання у виправній колонії № 5 у місті Івацевичі (Брестська область). За рішенням суду 17 січня 2012 року він був переведений до тюрми в Гродно. 8 квітня 2014 року Миколу Автуховича звільнили.

## Підстави долучення Автуховича до списку політичних в'язнів
Під час першого судового розгляду Міжнародною амністією Автуховича оголосила в’язнем сумління. Що стосується другого судового розгляду, то Правозахисний центр «Вясна» за підтримки Білоруського Гельсінського комітету та громадськості заявили про політичну спрямованість переслідування. Підстави названі, в тому числі:
- характер розслідування закритий для громадськості;
- серйозні порушення процесуальних гарантій, включаючи право на самозахист, під час попереднього слідства;
- заяви свідків про психологічний та фізичний тиск, який чиниться на них слідством.

## Громадська діяльність
Після першого визволення Микола Автухович став одним з організаторів руху ветеранів «Абаронцы Айчыны». Також до оргкомітету входять відомий правозахисник Олег Волчак та голова громадського об’єднання інвалідів афганської війни Олександр Комаровський. У 2009 році всі троє відмовилися отримувати медалі у зв'язку з 20-ю річницею виведення військ з Афганістану, назвавши аморальним отримання таких нагород після скасування пільг для ветеранів бойових дій у цій країні. 
За активної участі Автуховича в Білорусі в Мінському міському виконавчому комітеті 22 грудня 2016 року була зареєстрована організація «ТаймАкт». Засновником організації є Василь Завадський, який працював у 2008 — 2010 роках начальником медичної служби Департаменту виконання покарань МВС. Микола Автухович є консультантом цього закладу. «ТаймАкт» займається проблемами засуджених. Така організація вже існувала в Білорусі, але її керівник Андрій Бондаренко потрапив до в'язниці. І організація Автуховича  бере естафету в організації Бондаренка «Платформа Иновейшин».
Микола Автухович є одним з ініціаторів створення Республіканського громадського об'єднання «Комітет підтримки підприємництва «Солідарність». Засновниками об'єднання виступити в основному підприємці, які стикались з проблемами у зв'язку з указом № 222 «Про регулювання підприємницької діяльності та реалізації товарів індивідуальними підприємцями та іншими особами».

## Нова справа
Миколу Автуховича знову затримали у грудні 2020 року разом із ще кількома людьми. Влада оголосила Автуховича організатором і лідером «терористичного угруповання», яке діяло на території Гродненської області і нібито підпалювало автомобілі та будинки співробітників міліції. 17 жовтня 2022 року було винесено вирок у «справі Автуховича». Фігурантів справи засудили до тривалих термінів. Самого Автуховича засудили до 25 років позбавлення волі та штрафу, а також за рішенням суду позбавили звання старшого прапорщика у відставці.